# Euryopis saukea
Euryopis saukea là một loài nhện trong họ Theridiidae.
Loài này thuộc chi Euryopis. Euryopis saukea được Herbert Walter Levi miêu tả năm 1951.